# 賀盛瑞
賀盛瑞（1553年—1615年），字太徽，號鳳山，河南衛輝府获嘉县人。明朝政治人物、進士出身。

## 生平
万历十三年（1585年）乙酉科河南鄉試第四名舉人，十七年（1589年）己丑科進士，吏部觀政，七月养病。二十年授工部屯田司主事，二十一年管节慎库，修明景陵，继修明献陵及永宁长公主坟，省帑金以万计。二十三年迁营缮司郎中，适有乾清、坤宁两宫之役，事体既钜，经费尤繁，营求请托，弊窦千端。盛瑞身任大工，遏巨璫，抗政府，全神筹画，比竣役，实省在库银九十三万两有奇。二十六年，出爲湖廣參議兼僉事，寻调陕西，俱未赴，竟以敛怨中己亥察典，谪知泰州，未任，丁父艱。服闋，补泽州。盛瑞离部后，内臣有手批缮郎帽核目者，郎怒曰：贺某在，汝輩敢尔？内臣笑曰：贺某不要钱，汝亦不要钱耶？其清介服人如此。泽多宗人为害，盛瑞至，接之以礼而威之以法，皆敛戢。俗尚奢，一切严禁之。祭十八岁殉夫烈妇郎氏，请于上，旌其庐。建文场于泽，请学使者按临之，泽士称便。其他减粮清讼，善政甚多。三十五年再谪长芦运司判官，四十一年稍迁刑部福建司主事，四十三年准復參議職銜致仕，尋卒。盛瑞孝友天成，厚姻族，好施与，居乡数十年，未尝与人有毫发争。而性率真，无委曲，故往往困踬云。子贺仲轼。

## 家族
曾祖賀雄，典膳。祖贺春，恩贡，贈奉直大夫。父贺国清，寿官，以子貴封工部营缮司郎中。母王氏、继母崔氏，皆封安人。